# Калуя, Дэниел
Дэ́ниел Калу́я (англ. Daniel Kaluuya; род. 24 февраля 1989, Лондон, Англия, Великобритания) — британский актёр. Мировую известность Калуя получил после роли Криса Вашингтона в фильме ужасов «Прочь» (2017), принесшей ему номинации на премии «Оскар», BAFTA, «Золотой глобус» и премию Американской Гильдии киноактёров в категории «Лучший актёр». В 2018 году получил награду Британской академии в категории «Восходящая звезда».
В 2021 году Калуя получил премии «Оскар», BAFTA, «Золотой глобус» и премию Гильдии киноактёров США в номинации «Лучший актер второго плана» за роль лидера партии «Чёрные пантеры» Фреда Хэмптона в драме «Иуда и чёрный мессия».

## Биография
Калуя родился в Лондоне, в семье иммигрантов из Уганды. Он был воспитан своей матерью, Дамали, вместе со старшей сестрой; его отец жил в Уганде и редко посещал Великобританию из-за строгих визовых ограничений. Калуя посещал колледж Святого Алоизия (англ. St Aloysius College) в Лондоне.
Калуя начал актёрскую карьеру подростком в театре импровизации. Он появился в первых двух сезонах британского телесериала «Молокососы» (2007—2009), стал сценаристом нескольких серий. Исполнив главную роль в пьесе «Запрещённый приём» в лондонском театре «Ройал-Корт», Калуя получил восторженные отзывы критиков, выиграл премию Evening Standart и Театральную премию Британского круга критиков в номинации «Лучший новичок».
Он продолжил получать признание критиков с ролью Бинга в эпизоде «15 миллионов заслуг» сериала «Чёрное зеркало». Калуя появился в роли агента Такера в фильме 2011 года «Агент Джонни Инглиш: Перезагрузка», а в 2013 появился в комедии «Пипец 2». В 2015 году Калуя сыграл роль второго плана в триллере Дени Вильнёва «Убийца».
В 2018 году на 71-й церемонии вручения наград Британской академии BAFTA одержал победу в категории «Восходящая звезда», которая вручается самым многообещающим молодым актёрам по результатам зрительского голосования.
В 2018 году исполнил роль В’Каби в поставленном Райаном Куглером блокбастере Marvel «Чёрная пантера».
В 2021 году за роль лидера партии «Чёрные пантеры» Фреда Хэмптона в драме «Иуда и чёрный мессия» был удостоен премий «Оскар», «Золотой глобус», Американской Гильдии киноактёров и награды Британской академии BAFTA категории «Лучший актёр второго плана».
В начале апреля 2021 года актёр выступил ведущим и исполнителем одних из главных ролей в вечерней музыкально-юмористической передаче Saturday Night Live.

## Личная жизнь
Калуя является болельщиком футбольного клуба «Арсенал» в Премьер-лиге. Калуя — крёстный отец сына Каи Скоделарио и Бенджамина Уокера.

## Фильмография
| Год       |     | Русское название                  | Оригинальное название               | Роль                                    |
| --------- | --- | --------------------------------- | ----------------------------------- | --------------------------------------- |
| 2006      | ф   | —                                 | Shoot the Messenger                 | Рис                                     |
| 2007      | с   | Информаторы                       | The Whistleblowers                  | школьный хулиган                        |
| 2007      | кор | —                                 | Much Ado About a Minor Ting         | Шокер                                   |
| 2007      | с   | —                                 | Comedy: Shuffle                     | Дин                                     |
| 2007—2009 | с   | Молокососы                        | Skins                               | Пош Кеннет                              |
| 2008      | с   | —                                 | Delta Forever                       | Роджер                                  |
| 2008      | ф   | Касс                              | Cass                                | Касс в 14 лет                           |
| 2008      | тф  | —                                 | The Jason Lewis Experience          | юноша                                   |
| 2008      | с   | Безмолвный свидетель              | Silent Witness                      | Эррол Харрис                            |
| 2008—2009 | с   | Вот как выглядят Митчелл и Уэбб   | That Mitchell and Webb Look         | бедный чёрный парень / разные персонажи |
| 2009      | тф  | —                                 | Not Safe for Work                   | Дэн                                     |
| 2009      | с   | Льюис                             | Lewis                               | Деклан                                  |
| 2009      | с   | FM                                | FМ                                  | Эйдс                                    |
| 2009      | с   | Доктор Кто                        | Doctor Who                          | Барклай                                 |
| 2009      | кор | —                                 | Brink                               | н/д                                     |
| 2009      | с   | Филантроп                         | The Philanthropist                  | н/д                                     |
| 2009      | с   | Десятиминутные истории            | 10 Minute Tales                     | второй солдат                           |
| 2009—2011 | с   | Психовилль                        | Psychoville                         | Тилиф / Майкл Фрай                      |
| 2010      | с   | —                                 | Bellamy’s People                    | разные персонажи                        |
| 2010      | с   | Лаборатория комедии               | Comedy Lab                          | разные персонажи                        |
| 2010      | ф   | Чат                               | Chatroom                            | Мо                                      |
| 2010      | кор | —                                 | Baby                                | Деймон                                  |
| 2010—2012 | с   | Гарри и Пол                       | Ruddy Hell! It’s Harry and Paul     | Паркинг Патауэйо                        |
| 2011      | с   | Подъём                            | Coming Up                           | Мика                                    |
| 2011      | тф  | —                                 | Random                              | брат                                    |
| 2011      | ф   | Агент Джонни Инглиш: Перезагрузка | Johnny English Reborn               | агент Такер                             |
| 2011      | с   | Призраки                          | The Fades                           | Мак                                     |
| 2011      | с   | Чёрное зеркало                    | Black Mirror                        | Бинг                                    |
| 2012      | кор | —                                 | Beginning                           | Стэнли                                  |
| 2013      | кор | Иона                              | Jonah                               | Мбвана                                  |
| 2013      | ф   | Добро пожаловать в капкан         | Welcome to the Punch                | Джука Одагова                           |
| 2013      | ф   | Пипец 2                           | Kick-Ass 2                          | Чёрная смерть                           |
| 2014      | кор | —                                 | Date Night                          | Дейв                                    |
| 2014      | мтф | Вавилон                           | Babylon                             | Мэтт Коуард                             |
| 2015      | ф   | Убийца                            | Sicario                             | Реджи Уэйн                              |
| 2017      | ф   | Прочь                             | Get Out                             | Крис Вашингтон                          |
| 2017      | кор | Робот и Пугало                    | Robot & Scarecrow                   | мужчина                                 |
| 2018      | ф   | Чёрная пантера                    | Black Panther                       | В’Каби                                  |
| 2018      | ф   | Вдовы                             | Widows                              | Джатемм Мэннинг                         |
| 2018      | мс  | Обитатели холмов                  | Watership Down                      | Колокольчик                             |
| 2019      | ф   | Квин и Слим                       | Queen & Slim                        | Слим                                    |
| 2020      | кор | —                                 | Two Single Beds                     | Джей                                    |
| 2020      | мф  | Рождественская песнь              | A Christmas Carol                   | Дух Настоящего Рождества                |
| 2021      | ф   | Иуда и чёрный мессия              | Judas and the Black Messiah         | Фред Хэмптон                            |
| 2022      | ф   | Нет                               | Nope                                | Джеймс «О Джей» Хейвуд                  |
| 2023      | мф  | Человек-паук: Паутина вселенных   | Spider-Man: Across the Spider-Verse | Паук-панк                               |